# Tyler Polumbus
Tyler Polumbus (* 10. April 1985 in Denver, Colorado) ist ein ehemaliger US-amerikanischer American-Football-Spieler auf der Position des Offensive Tackles. Er spielte unter anderem für die Denver Broncos und die Washington Redskins. Mit den Denver Broncos gewann er den Super Bowl 50.

## Frühe Jahre
Polumbus ging auf die High School in Greenwood Village, Colorado. Später ging er auf die University of Colorado Boulder und spielte dort College Football für die Buffaloes.

## NFL

### Denver Broncos
Polumbus wurde nach dem NFL-Draft 2008 von den Denver Broncos unter Vertrag genommen. In seiner ersten Saison in der NFL absolvierte er alle 16 Spiele als Backup in der Offensive Line. Am 24. August 2010 wurde er von den Broncos entlassen.

### Detroit Lions
Am 26. August 2010 unterschrieb er einen Vertrag bei den Detroit Lions.

### Seattle Seahawks
Am 31. August 2010 wurde Polumbus zu den Seattle Seahawks getradet. In der Saison 2010 spielte er 15 Spiele für die Seahawks, sieben davon als Starter. Nachdem er in der Saison 2011 noch fünf Spiele für die Seahawks bestritten hatte, wurde er am 26. Oktober 2011 entlassen.

### Washington Redskins
Am 9. November 2011 wurde Polumbus von den Washington Redskins unter Vertrag genommen. Vor der Saison 2012 wurde er offiziell von den Redskins zum Stammspieler auf der Position des rechten Tackle ernannt. Am 18. März 2013 unterschrieb er einen Zwei-Jahres-Vertrag bei den Redskins. Vor dem achten Spieltag der Saison 2014 verlor er seinen Stammplatz auf der Position des rechten Tackle an Tom Compton.

### Atlanta Falcons
Am 14. Mai 2015 unterschrieb Polumbus einen Vertrag bei den Atlanta Falcons. Am 29. September 2015 wurde er bereits wieder entlassen, nachdem er drei Spiele für die Falcons absolvierte.

### Zweiter Aufenthalt bei den Denver Broncos
Am 1. Oktober 2015 unterschrieb Polumbus einen Ein-Jahres-Vertrag bei den Denver Broncos. Mit ihnen erreichte er den Super Bowl 50, der auch mit 24:10 gegen die Carolina Panthers gewonnen wurde.
Nach dem Super-Bowl-Sieg beendete er seine Footballkarriere.